# Whole Lot of Leavin'
Whole Lot of Leavin' è un singolo del gruppo rock statunitense Bon Jovi, pubblicato nel 2008 solo in Europa ed estratto dall'album Lost Highway.
Il brano è stato scritto da Jon Bon Jovi e John Shanks e prodotto da quest'ultimo.

## Tracce
- CD Singolo (Europa)

1. Whole Lot of Leavin' – 4:15
2. Wanted Dead or Alive (Recorded live in Chicago, 2007) – 5:27